# Richard Schmidt (esgrimidor)
Richard Schmidt (10 de julio de 1992) es un deportista alemán que compite en esgrima, especialista en la modalidad de espada.
Ganó una medalla de bronce en el Campeonato Mundial de Esgrima de 2017 y una medalla de bronce en el Campeonato Europeo de Esgrima de 2018, ambas en la prueba individual.

## Palmarés internacional
| Campeonato Mundial | Campeonato Mundial | Campeonato Mundial | Campeonato Mundial |
| Año                | Lugar              | Medalla            | Prueba             |
| ------------------ | ------------------ | ------------------ | ------------------ |
| 2017               | Leipzig (Alemania) | Medalla de bronce  | Espada individual  |
| Campeonato Europeo |                    |                    |                    |
| Año                | Lugar              | Medalla            | Prueba             |
| 2018               | Novi Sad (Serbia)  | Medalla de bronce  | Espada individual  |